# ジェイアール東日本フードビジネス
ジェイアール東日本フードビジネス株式会社（ジェイアールひがしにほんフードビジネス）は、東京都北区に本社を置いた東日本旅客鉄道（JR東日本）グループの外食企業。JR東日本の駅ビルや駅ナカを中心に「BECK'S COFFEE SHOP」「Becker's」などの飲食店を運営した。
2020年4月1日付で株式会社日本レストランエンタプライズと合併し、法人は解散した。日本レストランエンタプライズが存続会社となり、株式会社JR東日本フーズへ商号変更した。

## 概要
JR東日本グループ内で日本レストランエンタプライズ (NRE) と並ぶ。略称は「JR East Food Business」の頭文字から「ジェフビー」を用いた。
Suica（およびPASMO）を利用した「Suicaショッピングサービス」の対応店舗は「Suicaポイントサービス」のポイント加盟店になっていた。
当初は「Dila」「エキュート」など、JR東日本の駅ビル・駅ナカや駅周辺に集中的に出店していたが、2007年に駅以外の公共施設で初めて「BECK'S COFFEE SHOP」を群馬大学医学部附属病院内に開業、2008年にマフィン専門店の「マフィナリーズ」を日本橋三越本店および新宿三越アルコットに出店、2014年に「ザ・ビートダイナー」を日本橋三井タワーに出店した。

## 沿革
- 1989年（平成元年）
  - 4月19日 - 東日本旅客鉄道の「レストラン事業展開の中核会社」として、東日本旅客鉄道の全額出資により資本金2億5,000万円でジェイアール東日本レストラン株式会社を設立[3]。
  - 9月1日 - ジェイアール東日本レストランが株式会社レストラン東京と弘済食品株式会社を吸収合併し、資本金7億2,100万円となる[3]。
- 1990年（平成2年）5月16日 - ベッカーズ株式会社を買収、全額出資の子会社とし社名を株式会社ジェイ・ビーに変更する[3]。
- 2001年（平成13年）4月1日 - 株式会社ジェイ・ビーと合併し、社名をジェイアール東日本フードビジネス株式会社とする[3]。
- 2005年（平成17年）10月1日 -  株式会社東京ターミナルフードと合併する[3]。
- 2009年（平成21年）4月1日 - JR東日本グループの事業統廃合の一環で、各グループ会社から約30店舗が移管された。
- 2014年（平成26年）3月24日 - 第22回優良外食産業表彰 地域社会貢献・環境配慮部門農林水産大臣賞を受賞[3]。
- 2020年（令和2年）4月1日 - JR東日本グループ再編の一環で日本レストランエンタプライズと合併[2]、株式会社JR東日本フーズ発足（存続会社は日本レストランエンタプライズ）。

## 事業部・業態
2020年の会社合併・解散時点。

### ベックス事業部
自社ブランドのみ、フランチャイズによる出店なし。

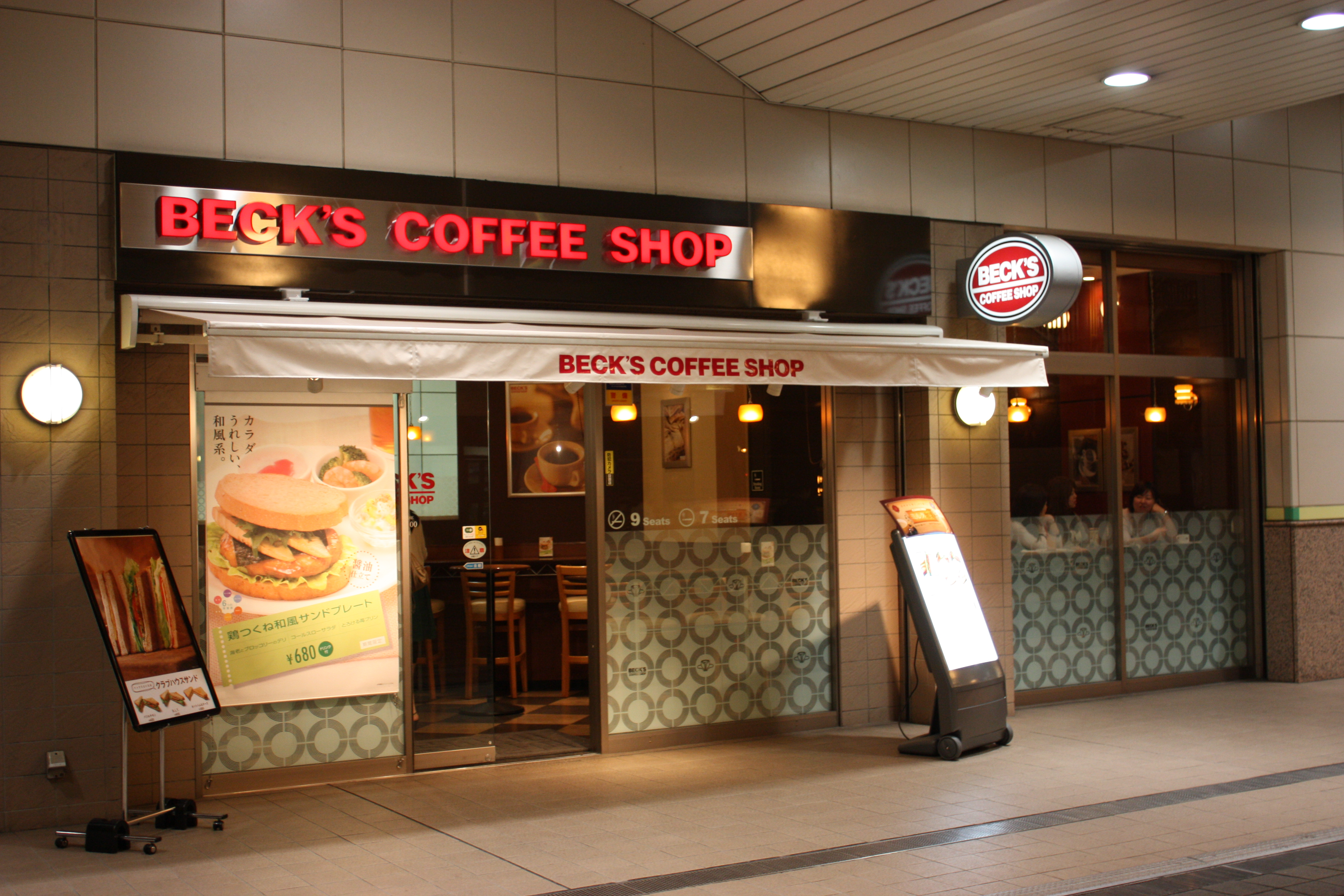
BECK'S COFFEE SHOP舞浜店

- BECK'S COFFEE SHOP（コーヒーショップ） 
  - 店舗 - BECK'S COFFEE SHOPを参照
- ドリップマニア（ハンドドリップのコーヒーショップ）
  - 店舗 - グランスタ店、エキュート日暮里店、グランデュオ蒲田店、横浜リフレスタ店
- 珈琲研究所（サイフォン抽出のコーヒーショップ）
  - 店舗 - 西船珈琲研究所（Dila西船橋内）、渋谷珈琲研究所
- 珈琲房（カフェファン）（自家製ワッフル＆手作りサンドイッチとサイフォン抽出のコーヒーショップ）
  - 店舗 - グランデュオ立川店
- HINT INDEX CAFE（書店との複合型コーヒーショップ）
  - エキュート東京店
- のものCAFE（地産品ショップ併設コーヒーショップ）
  - 店舗 - 上野店
- のものキッチン（地産品ショップ併設レストラン）
  - 店舗 - 秋葉原店

### ベッカーズ事業部
自社ブランドのみ、フランチャイズによる出店なし。
- Becker's（ハンバーガー&ベーカリーカフェ）
  - 店舗 - Becker'sを参照

- R BECKER'S（ハンバーガー&デリ）
  - 店舗 - 田町店、池袋東口店

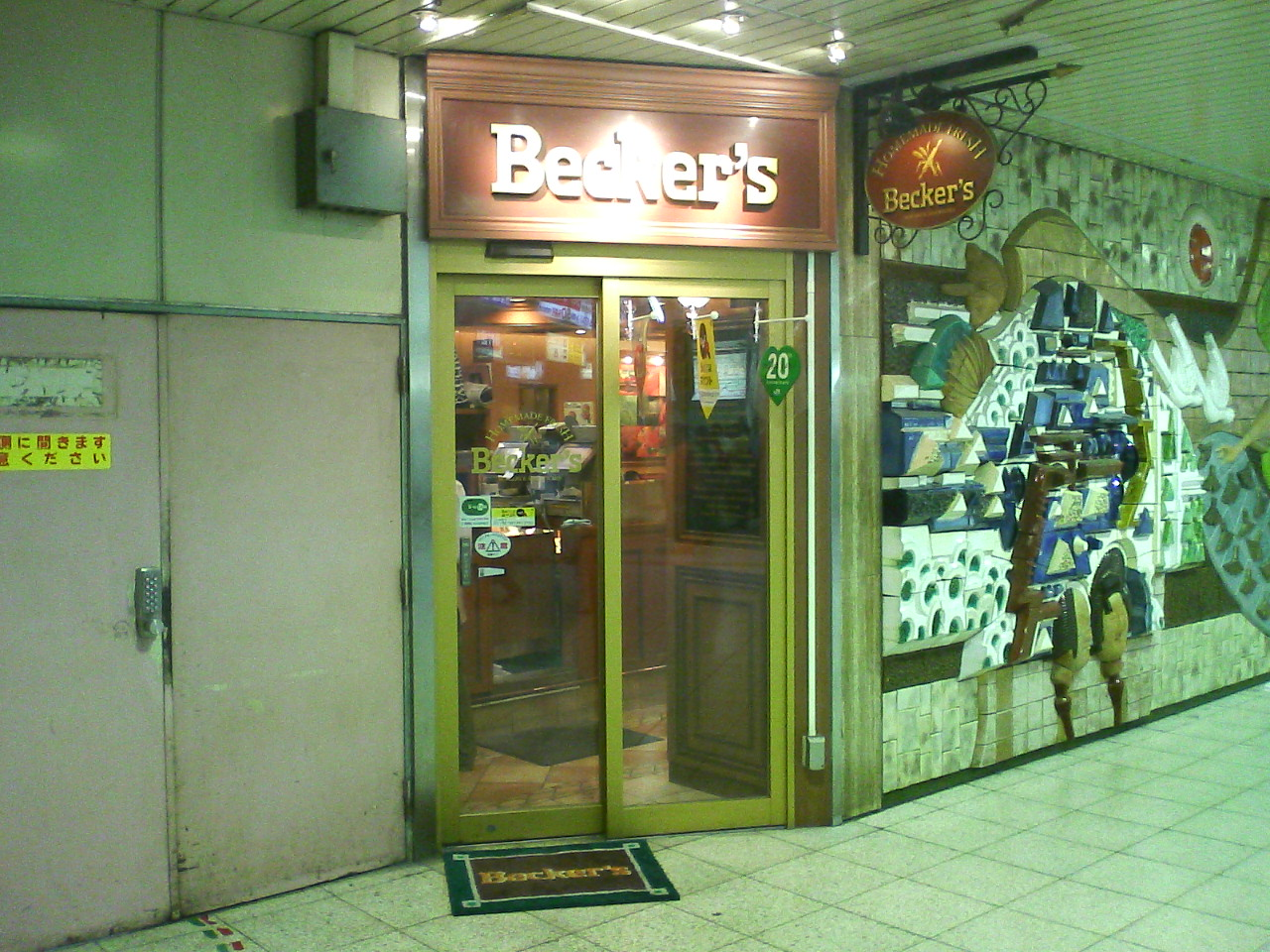
Becker's八王子店（閉店済）

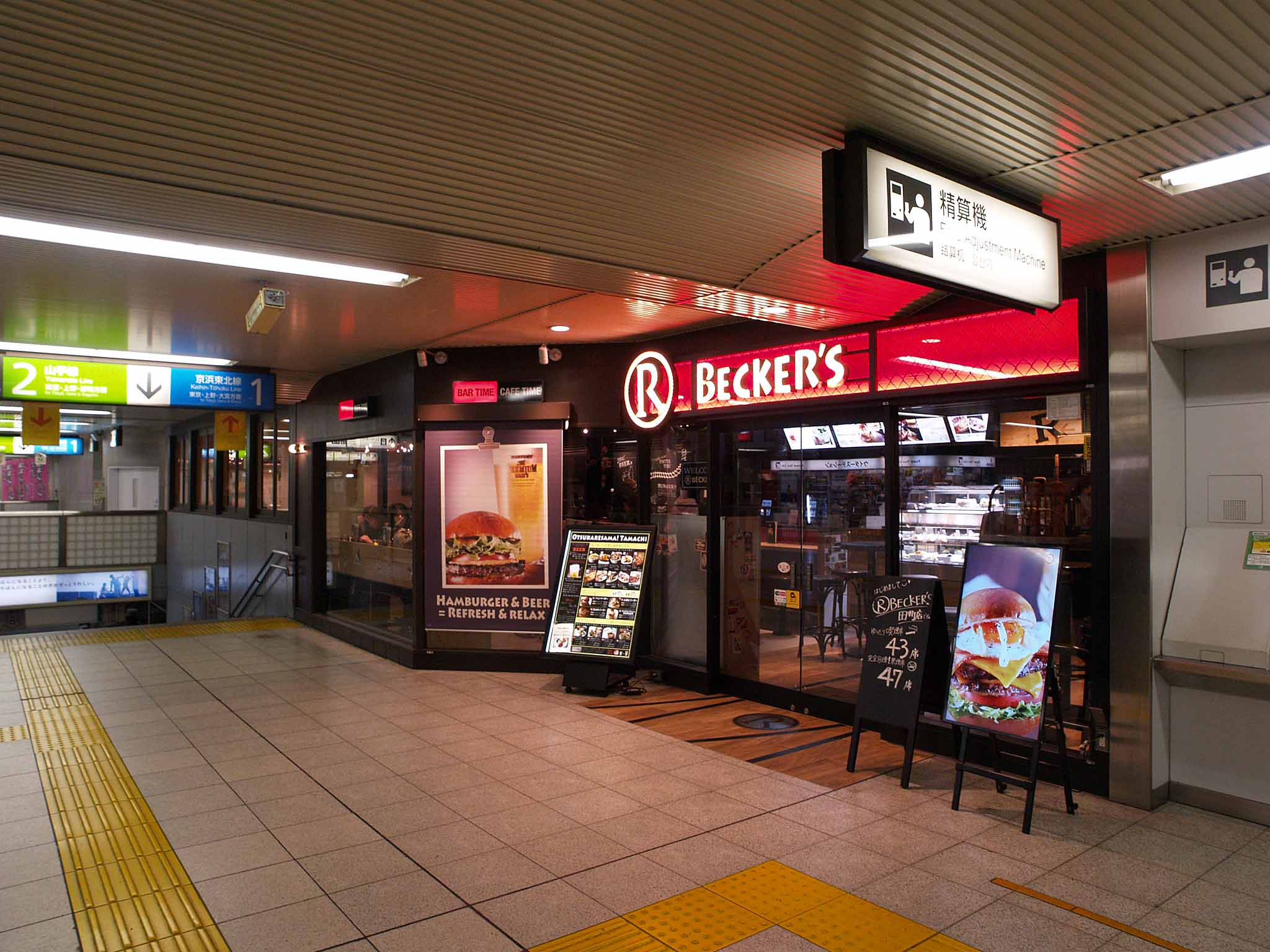
R BECKER'S田町店（2013年11月開店）

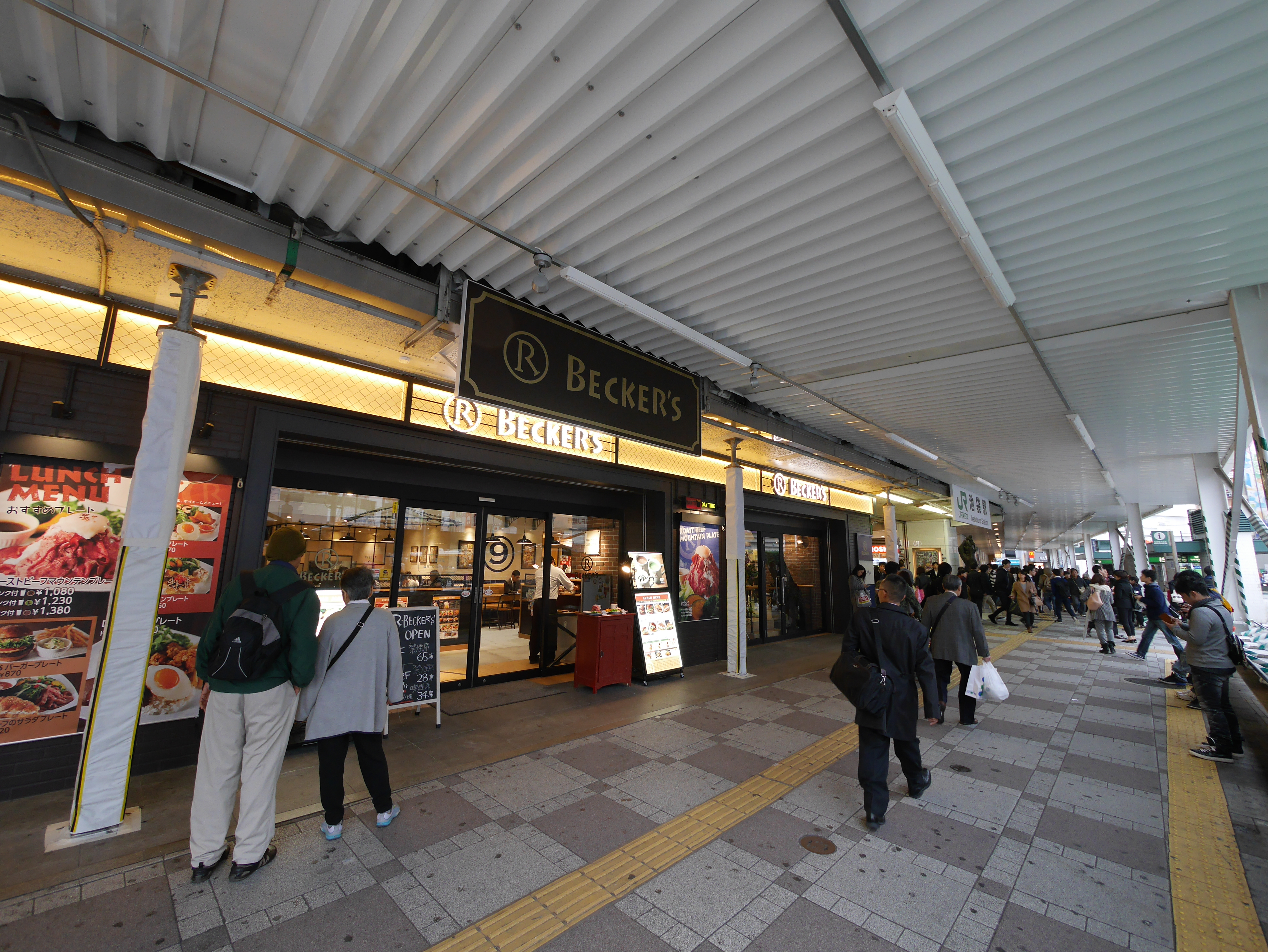
R BECKER'S池袋東口店（2015年11月開店）

- CAFÉ & DELI BECKER'S（ハンバーガー&ベーカリーカフェ&デリ）
  - 店舗 - 池袋東口店
- THE BEAT DINER（グルメバーガーレストラン）
  - 日本橋三井タワー店
- ラヴァンデリ（手作りサンドイッチ&カフェ）
  - 店舗 - 恵比寿店、大船店（アトレ大船内）
- B-CAFE（ベーカリーカフェ）
  - 店舗 - 市川店、津田沼店（Dila津田沼内）
- 東京DOG（ホットドッグ）
  - 店舗 - グランスタダイニング店（東京駅ノースコート内）

### レストラン事業部

#### 自社ブランド
- うず潮（回転寿司）
  - 店舗 - 秋葉原店、有楽町店、日比谷店、品川店（Dila品川内）、武蔵浦和店（Beans武蔵浦和内）
- 潮（USHIO）（にぎり立鮨）
  - 店舗 - アトレ品川店（アトレ品川内）
- さかなと地酒 ゆうかり（居酒屋）
  - 店舗 - 最寄駅は上野駅・御徒町駅
- みやこ（ファミリーレストラン）
  - 店舗 - 品川店
- かよひ路（和食・炭火焼居酒屋）
  - 店舗 - 上野店（Dila上野内）
- COCORO（モダンジャパニーズダイニング）
  - 店舗 - アトレ四谷店（アトレ四谷内）
- レストランふたば（和食&洋食）
  - 最寄駅は麹町駅
- ブラボー（イタリアンレストラン&カフェ）
  - 店舗 - 丸の内店、日比谷店、上野店（Dila上野内）、上野中央口店（Dila上野内）
- アメポテ（ビアレストラン）
  - 店舗 - 大宮店
- シェフズキッチンカレー厨房（カレーライス）
  - 店舗 - 大崎店（Dila大崎内）、渋谷店、秋葉原店
- ナポリの旋風（かぜ）（ナポリタン）
  - 店舗 - 赤羽店

#### フランチャイズ
- 手造り料理の店 「八百八町」（居酒屋）
  - 店舗 - 有楽町店

### ファーストフード事業部

#### 自社ブランド

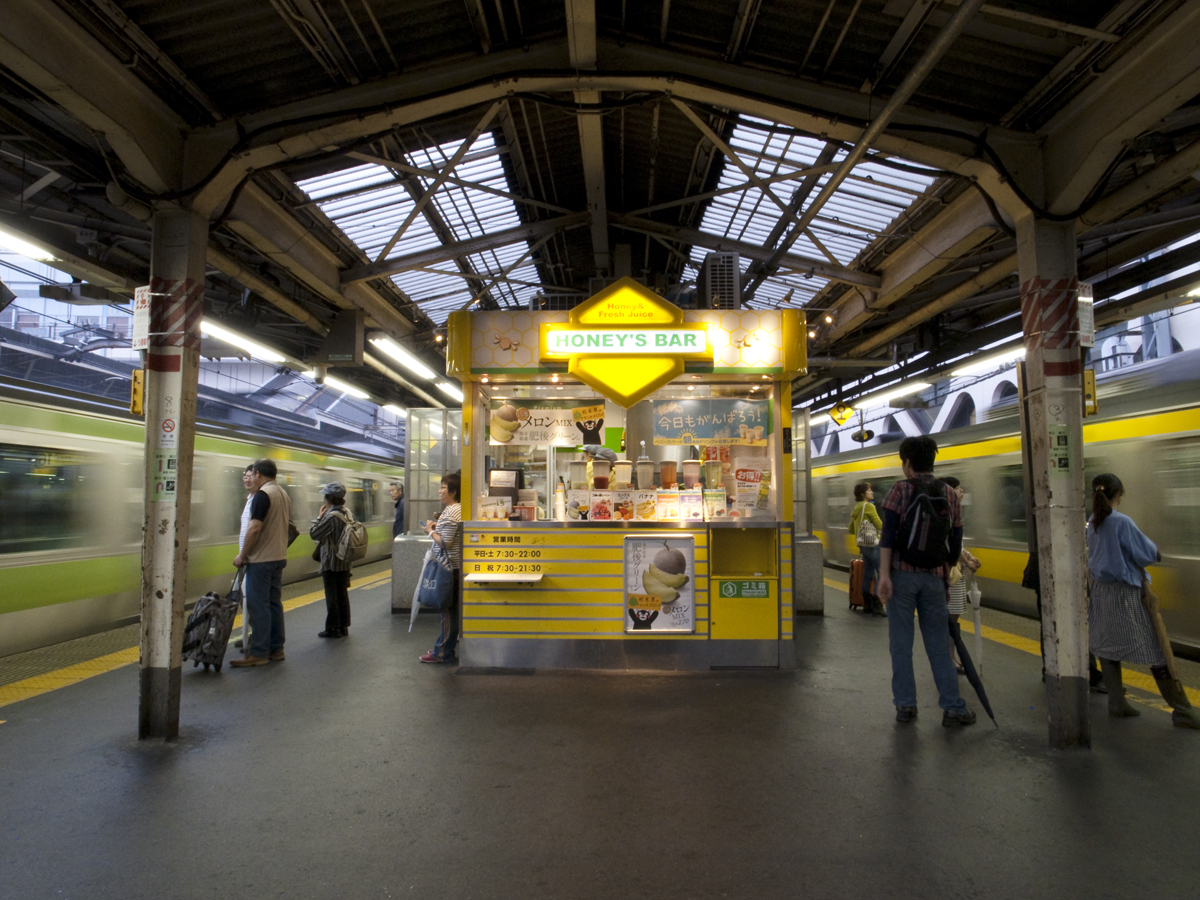
「ハニーズバー」新宿店
JR新宿駅15・16番ホーム

- ハニーズバー（はちみつ入りフレッシュジューススタンド）
  - 2023年8月31日に全店閉店。

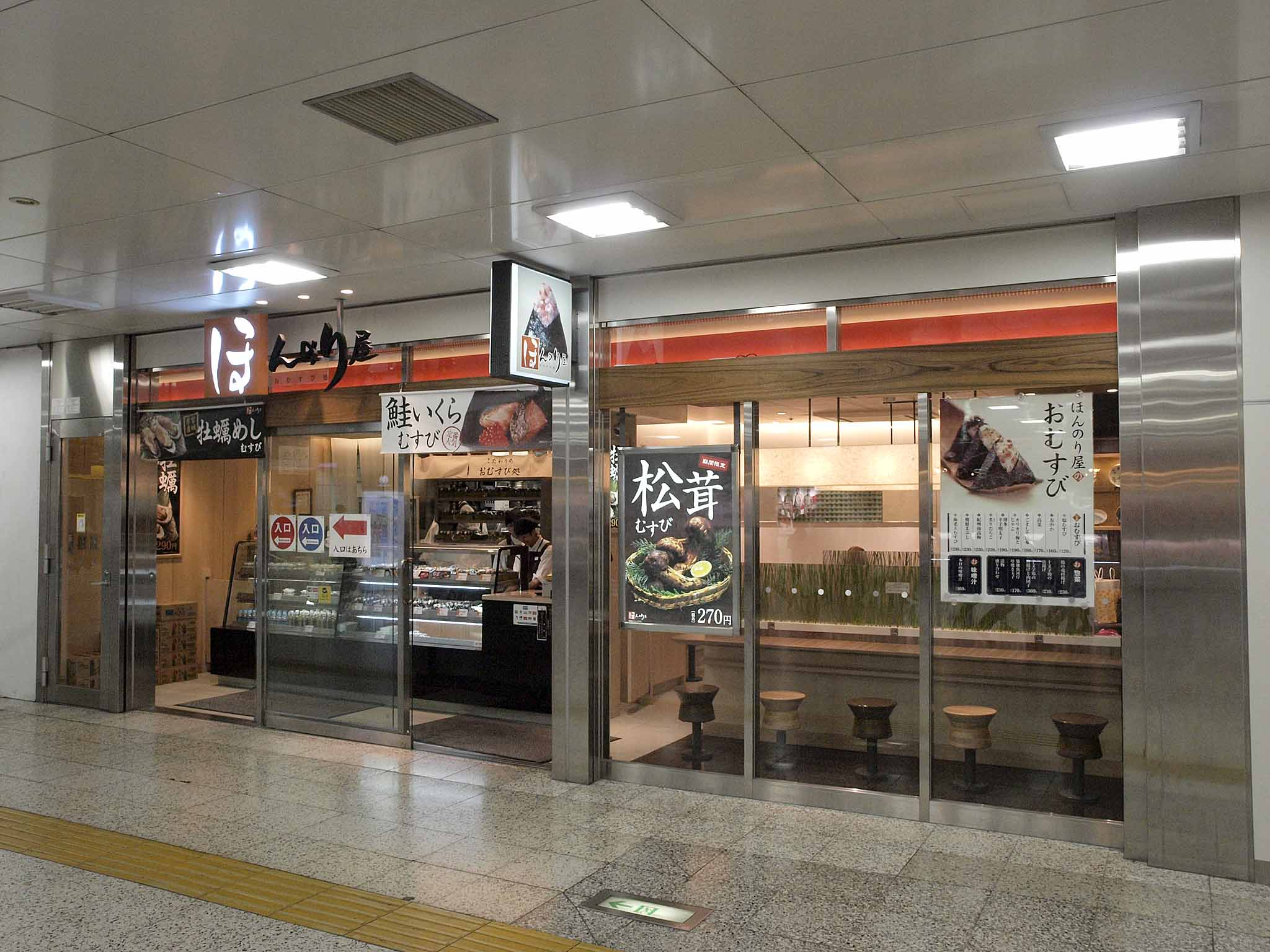
「おむすび処 ほんのり屋」東京本店（東京駅構内）

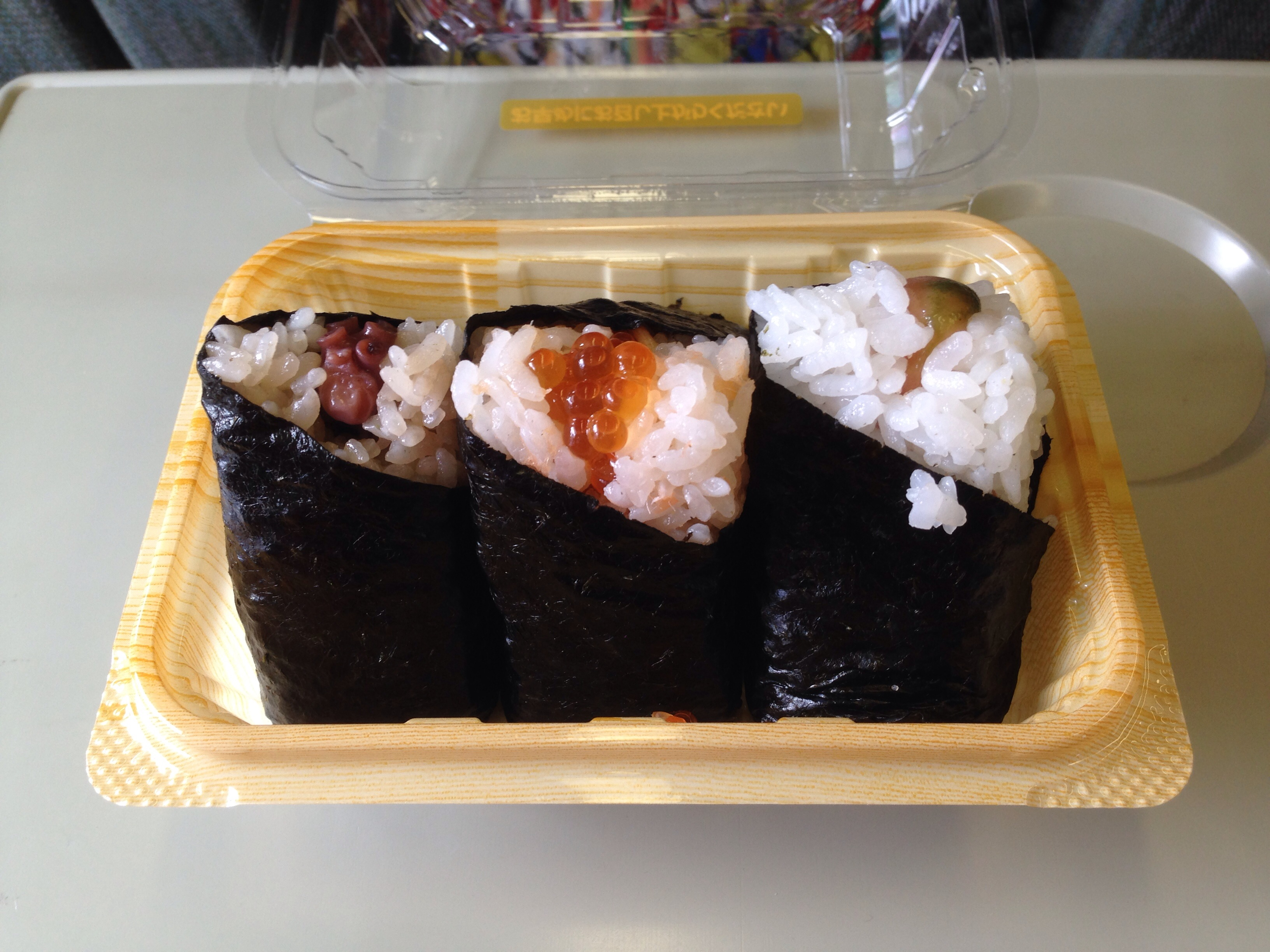
「おむすび処 ほんのり屋」東京本店のおむすび

- おむすび処 ほんのり屋（和食・おむすび専門店）
  - 店舗 - 東京本店、グランスタ店（GranSta内）、池袋東口店、池袋南口店、川口店、関内店、大船店（アトレ大船内）、西船橋店（Dila西船橋内）、エキュート大宮店（エキュート大宮内）、エキュート赤羽店（エキュート赤羽内）

- あずみ（駅そば）

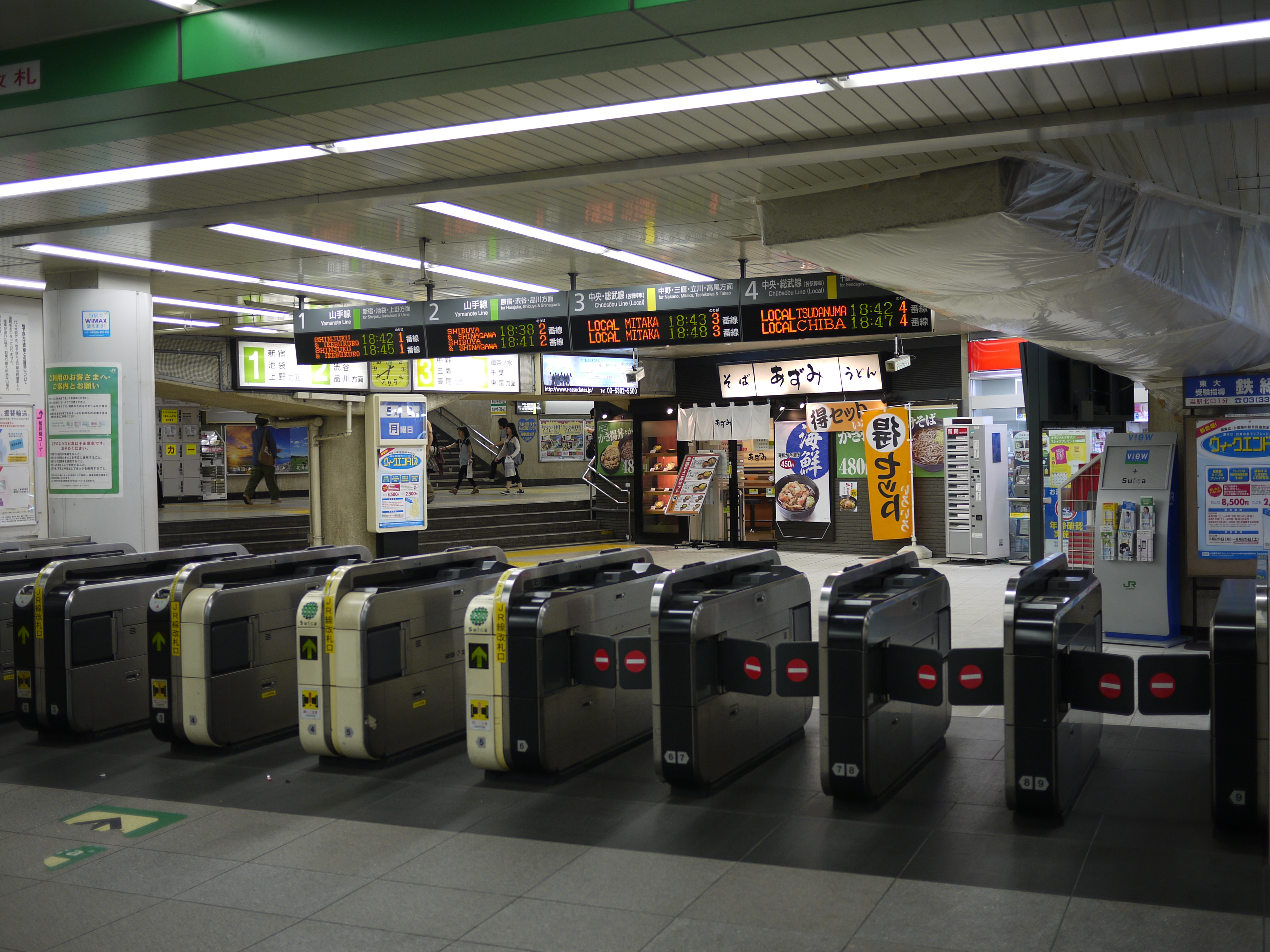
駅そば「あずみ」代々木店

  - 店舗 - 新橋店、新橋銀座口店、新橋日比谷口店、大崎店（Dila大崎内）、代々木店、大塚店、飯田橋店、十条店、海浜幕張店（Dila海浜幕張内）、北浦和店、熊谷店、国際展示場駅店（東京臨海高速鉄道りんかい線）
- 乱切りそば あずみ（立ち食いそば店）
  - 店舗 - 池袋東口店
- 二八そば あずみ（立ち食いそば店）
  - 店舗 - 西船橋店
- タイム（カレー&コーヒーショップ）
  - 店舗 - 東京店、品川店（Dila品川内）、上野店（Dila上野内）、赤羽店、海浜幕張店（Dila海浜幕張内）
- 華らんたん（長崎ちゃんぽん）
  - 店舗 - 大崎店（Dila大崎内）
- 長崎みろくや（長崎ちゃんぽん・皿うどん）
  - 店舗 - 丸の内店
- 麺屋 千代松（ラーメン）
  - 最寄駅は渋谷駅

#### フランチャイズ参加
- 駅の牛丼 吉野家 JEFB（ジェフビー）（牛丼など） 
  - 店舗 - 木更津駅前店
- ジューサーバー（フレッシュジューススタンド）
  - 自社ブランド「ハニーズバー」へ移行後、全店閉店。
- ペッパーランチ（ステーキ&ペッパーライス）
  - 店舗 - 渋谷駅前店、大塚店

### ベーカリー事業部

#### 自社ブランド
- フェローヴィー（ベーカリー&カフェ）
  - 店舗 - 東京南口店、東京北口店
- イースト・イースト（ベーカリー&カフェ）
  - 店舗 - 大塚駅前店、大塚サテライト店
- マフィナリーズ（マフィン専門店）
  - 店舗 - Dila三鷹店（Dila三鷹内）
- アズリーフ（ベーカリー）
  - 店舗 - アトレヴィ田端店（アトレヴィ田端内）、五反田店
- 東京あんぱん 豆一豆（あんぱん専門店）
  - 店舗 - エキュート東京店（エキュート東京内）

#### フランチャイズ
- リトルマーメイド（ベーカリー&カフェ）
  - 店舗 - 渋谷店、駒込店、高円寺店（Dila高円寺内）、武蔵境店、国立店、国立サテライト店、拝島店（Dila拝島内）、武蔵新城店、鴨居店、藤沢店（LIERRE藤沢内）、川口店、蕨店、蕨東口店、本八幡店（シャポー本八幡内）、海浜幕張店、根岸店、上尾店
- パスコ（敷島製パン）（ベーカリー&カフェ）
  - 店舗 - 羽田空港第2ビル店
- カフェ デンマルク （サンドイッチカフェ&ベーカリー）
  - 店舗 - 目白店
- ベークショップ神戸屋（ベーカリー）
  - 店舗 - 神戸屋亀有店、神戸屋北松戸店、神戸屋我孫子店、ベークショップ神戸屋北浦和店、パニッシュ西八王子店、パニッシュ五日市店

### 業務提携等による出店
- マクドナルド
  - 店舗 - JR北柏駅店、与野駅店、JR河辺店、高尾店、昭島店、片倉店、青梅店
- サンエトワール（ベーカリー）
  - 店舗 - 西国立店
- 吉野家
  - 店舗 - 熊谷駅北口店
- 宮崎地鶏炭火焼「車」（地鶏料理専門店）
  - 店舗 - 有楽町店
- コカ レストラン（タイ料理）
  - 店舗 - 日比谷店
- おむすび専家（和食・おむすび専門店） 
  - 西八王子店
- 海鮮処 寿し常（回転寿司）
  - 店舗 - 松戸駅前店

## 解散以前の業態・店舗
2020年の合併・解散以前に営業終了した業態・店舗。
| - 東京食堂 Central Mikuni's（フランス料理、回転寿司、バー） - AS café MIKUNI 海浜幕張（フランス料理、イタリア料理、カフェ） - GRAND CAFÉ SHIMBASHI MIKUNI（フランス料理、回転寿司、バー、カフェ） 上記3店舗は洋食料理家・三國清三プロデュースで出店。 - レストラン東京（和食・寿司・洋食・中華料理） - トレッビアーノ（イタリア料理） - ボンジョルノ（イタリア料理） - さくら（ビアレストラン） - J's（ビアレストラン） - アメリカンポテト（ビアレストラン） - そばと地酒 ゆうかり（そば・地酒） - 鉄板焼 ゆうかり（広島風お好み焼き専門店） - 酒亭 ゆうかり（地酒・居酒屋） - 地酒処 ゆうかり（地酒・居酒屋） - 寿司居酒屋 ゆうかり（寿司・居酒屋） - ゆうかり 渋谷（中華料理） - 龍鳳門（台湾小皿料理） - 紅蘭（中華料理） - メンめん亭（ラーメン・立ち食いそば・うどん店） 鹿児島市にチェーン展開をしている鹿児島ラーメンの「めんめん亭」と関連は無い - そばたいむ 小竹林（立ち食いそば・うどん店） - 喜多そば（立ち食いそば・うどん店） - ら一めん処 一喝（中華料理） - ホームラーメン（ラーメン） - サンセット（洋食） - ニューライオン（洋食） サッポロビールのグループ会社サッポロライオンが運営するビアホールチェーンと関連は無い | - 七草（和食） - ぽっぽこっぽ（オムライス&カフェ） - スタンディ（カフェ＆バー） - ニューロータリー（ファミリーレストラン） - ロイヤル（コーヒーショップ） ロイヤルホールディングスとは関連性は無い - アイガー（コーヒーショップ） - オアシス（コーヒーショップ） - ル・アージェ（コーヒーショップ） - グリーンウッズカフェ（サンドイッチ＆カフェ） - テイスト・イーストバーガー（ハンバーガー） - バーガー ロータリー（ハンバーガー） - ロッテリア（ハンバーガー） - カレーたいむ レベッカ（カレー&コーヒーショップ） - カレーステーション（カレー＆コーヒーショップ） - デリカロリー（惣菜） - Chef's Soup COTOCOTO DINER（スープ専門店） - BECK'S COFFEE SHOP PLUS（コーヒーショップ） - ジューサーバー（フレッシュジューススタンド） |